# ジェローム・シャンパーニュ
ジェローム・シャンパーニュ（Jérôme Champagne、1958年7月15日 - ）は、パリ生まれの元フランス外交官。1983年から1998年にかけて外交官を務めたのち、国際サッカーのコンサルタントになると、1999年から2010年までは国際サッカー連盟(FIFA)で役員を務めた。
1998 FIFAワールドカップを受けて彼は活動の場を外交からサッカーへと移し、そこでフランス組織委員会の外交顧問および儀典長を務めた。 彼はその後FIFAに加わり、そこでは会長の国際顧問（1999-2002年）、副事務総長（2002-05年）、会長の代理人（2005-07年）、そして最後に国際関係の理事（2007-10年）をゼップ・ブラッター会長の任期中に歴任した。
彼は2010年にFIFAを去ると、ダカールでの世界黒人芸術祭（2010年）のサッカーコミッショナーとなり、パレスチナサッカー協会(PFA)およびパレスチナオリンピック委員会(POC)、コソボのサッカー協会、キプロストルコサッカー協会(CTFA)の顧問を務め、最終的にはコンゴ民主共和国ルブンバシのサッカークラブTPマゼンベの顧問を務めた。
シャンパーニュは、ブラッターの後任を決めるための2015年と2016年のFIFA会長選挙で2回候補者になった。しかし、どちらの選挙でも彼は十分な支持を確保できなかった。

## 若年期と学歴
ジェローム・シャンパーニュは、サン＝モール＝デ＝フォッセにあるリセ・ダルソンバル(Lycée  d'Arsonval)で教育を受けたのち、1978年にパリ政治学院（シアンスポ）入学、1981年に同学院をフランス国立東洋言語文化研究所(INALCO)と共に卒業した。1982年にフランス国立行政学院の資格を得て、彼はその後外務・欧州問題省（フランス）に同省の書記官付として入省した。
1976年から1983年にかけて、彼はフランスフットボール誌のフリーランサーであり、そこで彼はジャック・フェラン(fr)、ジャン=フィリップ・ルタケール(fr)、ジャック・ティベール(fr)らの指示のもと「海外のページ」を執筆していた。
幼年期からシャンパーニュはASサンテティエンヌの熱烈なサポーターだった。
彼は結婚しており、3人の子供がいる。

## 職歴

### 外交官の経歴

#### 外務参事官
1983年、ジェローム・シャンパーニュは外務省の書記官として外交職を開始した。1983年から1997年まで彼は、オマーンのフランス大使館の随行員(1983-1984)、キューバのフランス大使館の第3書記(1985-1987)、外務省付で経済省ハイテクノロジー部門の技術顧問(1987-1991)、ロサンゼルスのフランス総領事館の副領事(1991-1995)、そしてブラジルのフランス大使館で国内政策担当の筆頭書記官(1995-1997)として継続的に文化的・技術的協力に従事し、このブラジルでは南十字国家勲章 を当時の臨時スポーツ大臣ペレから手渡された。

#### 1998W杯フランス組織委員会の外交顧問
ロサンゼルスの副領事時代に、ジェローム・シャンパーニュは1998 FIFAワールドカップ組織委員会の共同議長フェルナン・サストルとミシェル・プラティニおよび最高責任者ジャック・ランベール(fr)と面談した。フランス組織委員会(CFO)およびロサンゼルスのフランス総領事館を代表して、彼は1994年7月14日のパリ祭の式典を、1994 FIFAワールドカップ決勝の3日前にロサンゼルスで開催した。そのテーマは1998年FIFAワールドカップの広報活動だった。 
1997年に、シャンパーニュは1998 FIFAワールドカップのフランス組織委員会(CFO)の外交顧問兼儀典長になった。その競技会の間にシャンパーニュは、当時のFIFA事務総長でジョアン・アヴェランジェを引き継ぐ候補者のブラッターと会談した。1998年6月にブラッターが同連盟の会長に選出された際、彼はシャンパーニュをFIFA新会長の国際顧問に、そしてプラティニをサッカー顧問に任命した。

### FIFAの経歴
シャンパーニュはFIFA在籍中の11年間、スポーツ政治問題に従事していた。FIFA100周年などの特別プロジェクトならびにFIFA協会員との関係
、欧州連合(EU)におけるスポーツの特殊性の擁護を含む政府やEUとFIFAの関係、アフリカ主導によるアフリカでの勝利、FIFAのパレスチナサッカーへの支援、世界サッカーの良好な統率に向けたFIFAとFIFProとの関係改善、CIES Football Observatoryの発展、FIFAと国際オリンピック委員会や他の国際的連盟との関係、に取り組んだ。
彼はまた、2002年のゼップ・ブラッター会長の再選に貢献したとされており、2010FIFAワールドカップに向けた2004年5月の南アフリカ選出の際に後者を支持し、ミシェル・プラティニがUEFAの会長となる2007年1月の選挙のため舞台裏で活動した。
サッカーの発展に関して、2006年に彼はアフリカで初開催となるFIFAワールドカップの恩恵を大陸全体が受けるようにという「ウィン・イン・アフリカ・ウィズ・アフリカ(Win in Africa with Africa)」計画の責任者となった。これは2005年に南アフリカ大統領タボ・ムベキとゼップ・ブラッターが会談したことで生まれたアイディアである。2006年にミュンヘンで開催されたFIFA総会で7000万ドルの予算が投じられ、同計画によって50以上の人工芝競技場の建設、選手登録のコンピュータ化、多くの地元リーグ方式の再編成、そしてスポーツ経営のコースがエジプト、セネガル、南アフリカで創設されるようになった。
さらに、シャンパーニュは2003年12月に行われた2006 FIFAワールドカップ・予選の抽選を含めて、FIFA大会のための抽選をいくつか導入した。
シャンパーニュはブラッターの後任になりうると推す声が上がり、彼は2015年の選挙でFIFA会長に立候補すると2014年9月に宣言した。2015年1月に、自分が選挙に勝った際はクリーンキャンペーンを実行して、カタールから2022 FIFAワールドカップ開催を取り上げることを検討すると彼は宣言した。しかし、彼は十分な支持を得ることができず、2015年2月に自身の立候補を撤回した。2015年10月、汚職捜査とブラッターの職務停止処分を受けて彼は2016年の会長選挙に立候補を宣言したが、同選挙ではわずか7票の獲得にとどまり、再び落選した。

### 国際サッカーのコンサルタント
2010年、シャンパーニュはFIFAの国際関係の役員としての地位を去ることになる。彼は自分自身を「政治的な導火線」と述べることで自分の出発を説明した。
彼はそれから国際サッカーのコンサルタントとして、個人的にそしてフットボール・フューチャー(Football Future)代理店にて活動した。
2010年にパレスチナサッカー協会の顧問に任命され、彼はそこの会長Jibril Rajoubと共にプロリーグの創設、女子サッカーや拠点組織の発展、歴史の中で初めてとなる2014 FIFAワールドカップ・アジア予選（対アフガニスタン戦）およびオリンピック大会のサッカートーナメント（対タイ戦）出場に尽力している。
彼は、2010年10月にジャック・ロゲが各地域を訪問した後の国際オリンピック委員会主導による、パレスチナとイスラエル二つの国家オリンピック委員会間の親善交流において積極的な役割を果たした。また、パレスチナサッカー協会とイスラエルサッカー協会とのFIFA間の調停メカニズムの確立に向けた、2013年にFIFAのゼップ・ブラッター会長が行った交渉においても積極的な役割を果たした。
2011年以降、彼は国際的認知を求めるコソボサッカー連盟に助言を行っている。
2011年に、彼はモイーズ・カトゥンビが1998年以来会長を務めるコンゴ民主共和国のクラブTPマゼンベの顧問になった。 彼の使命はクラブの国際化に向けて活動し、同クラブがアフリカ大陸のモデルになる手助けをすることである。
2013年の夏、RCランスの元プロ選手でサッカーベナン代表のキャプテンである「ベナンのリス」ことジャン＝マルク・アドジョビ＝ボコ(en)は、彼が地元サッカーの「近代化戦略」の具現に向けて、ベナン政府に代わってコンサルティング任務を先導しているという。
2012年秋以降、シャンパーニュはギリシャのキプロスサッカー協会とキプロストルコサッカー協会(en)間の親善でも主導的な役割を果たしている。1955年以来2つあるサッカー協会の再統一に向けて、彼は2013年11月5日にチューリッヒで行われた最初の合意文書の署名に貢献した。

## 主な思想や提言
シャンパーニュはサッカー界では改革論者と見なされている。
彼は個人主義と短期主義がサッカーに及ぼす影響を非難している。
世界のその他地域や他の人間の活動と同じく、サッカーは過去20年にわたって規制緩和の危険なカクテルを、サッカー規制から逃れるために法律、税制、規制、司法の抜け穴の体系的研究という観点でのグローバリゼーションを経験しています。—ジェローム・シャンパーニュ、Which FIFA for the 21st century?
このように彼は『21世紀のためのFIFAはどちらだ？(Which FIFA for the 21st century?)』と題された26ページの文書を通して、2012年に全209のサッカー連盟に自身を売り込んだ。彼は自身のアプローチを「トップダウンアプローチではなく、達成させる必要があるものを定義するため、そして21世紀にFIFAがどうなれるのかを判断するために、サッカーを起点としてこれらの中心的な問題を認識する必要がある」と説明している。

### 「21世紀に向けた7つの統率課題」
ジェローム・シャンパーニュは今後のサッカーについて7つの挑戦課題を定めている。
1. アマチュアサッカーとプロサッカーの不均衡
2. クラブサッカーと国代表チームサッカーのバランス
3. ヨーロッパのサッカーと世界中のサッカー間の格差
4. 選手とクラブの不安定な関係
5. サッカーとお金との関係、その必要性と過剰なお金の危険性
6. 政治的権力からのサッカーの自律性
7. サッカーの経済における過剰な経済規制緩和

彼によると、これらの実質的な変更は「少数の勝者だけでなく多数の敗者」をも生み出している。
ガバナンスもなしに舵の利かないグローバリゼーションというこの危機に直面すると、国家は市場や証券取引所よりも支持を失ってしまう。ただ、この文章で「国家」「市場」「証券取引所」の言葉をそれぞれ「連盟」「リーグ」「クラブ」に置き換えると、類似性がますます顕著になります。—ジェローム・シャンパーニュ、Which FIFA for the 21st century?

### 「11の具体的な提案」
シャンパーニュによると、FIFAの未来についての議論は、1)先見性のあるFIFAが主役となる世界的サッカーの統率、2)意思決定プロセスの中心にサッカー協会を再び置くこと、3)サッカーの既存の不平等を均すためのより公平な収入配分、4)最終的には近代性と透明性と民主的な議論および倫理に基づく統率、という4つの軸を包括するべきである。
これら4つの軸を考慮に入れて、シャンパーニュはFIFAを改革する11の具体的な提案をまとめた。
1. サッカーピラミッドの中で民主的な議論を復活させる
2. 新しい連帯メカニズムと共にもっと多くの開発プログラムを増やす
3. 意思決定プロセスにリーグ、クラブ、選手を関わらせる
4. 連盟との関係を明確にする一方で、FAの役割と重要性を回復する
5. それらをより良く反映するため、FIFAを今日の世界の進化に合わせる
6. FIFA会長、執行委員会と協会間の権力責任を再編する
7. FIFAのガバナンス体制を強化する
8. FIFA政権を改革する
9. 審判議論の分離を修正する
10. 自律のより包括的な概念を定義して導入する
11. FIFAと「サッカーの人々」を再びつなぐ

シャンパーニュはサッカー協会の権限が拡大されることに賛同しているが、彼はまたFIFA執行委員会を24会員から31会員に広げることも提案している。これには、選手組合の会長、FIFPro、そしてクラブとリーグの代表が含まれる。その他の追加座席は、アフリカ、アジア、北米、中米- カリブ海、南米の地域に、そして女子サッカーの予約席に割り当てる予定となっている。 
多くの公的介入の中で、彼はサッカー関係者間だけでなく大陸間でも権力バランスを再調整すると約束しており、21世紀の変化（倫理と透明性の要求、近代化された審判を含む最新技術の役割）および大陸、国、クラブ間のサッカーの不均衡を是正するためのより積極的なアプローチにFIFAを適応させることを約束している。

## 栄誉
- ブラジルの南十字国家勲章 オフィサー位（1997年)
- モロッコの Ouissam Alaouite勲章 コマンダー位（2004年)
- フランスのメリット勲章 (フランス) ナイト位（2005年)